# Rapimento della sposa

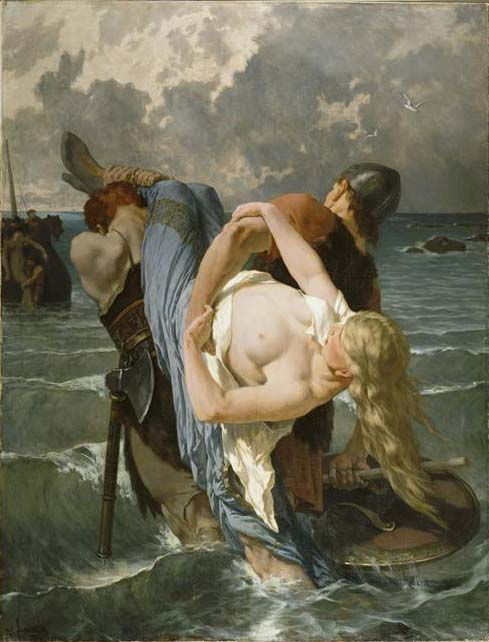
Una rappresentazione dei vichinghi che rapiscono una donna. Gli uomini vichinghi spesso rapivano donne straniere per il matrimonio o il concubinato dalle terre che avevano saccheggiato. Dipinto del pittore francese Évariste Vital Luminais nel XIX secolo.

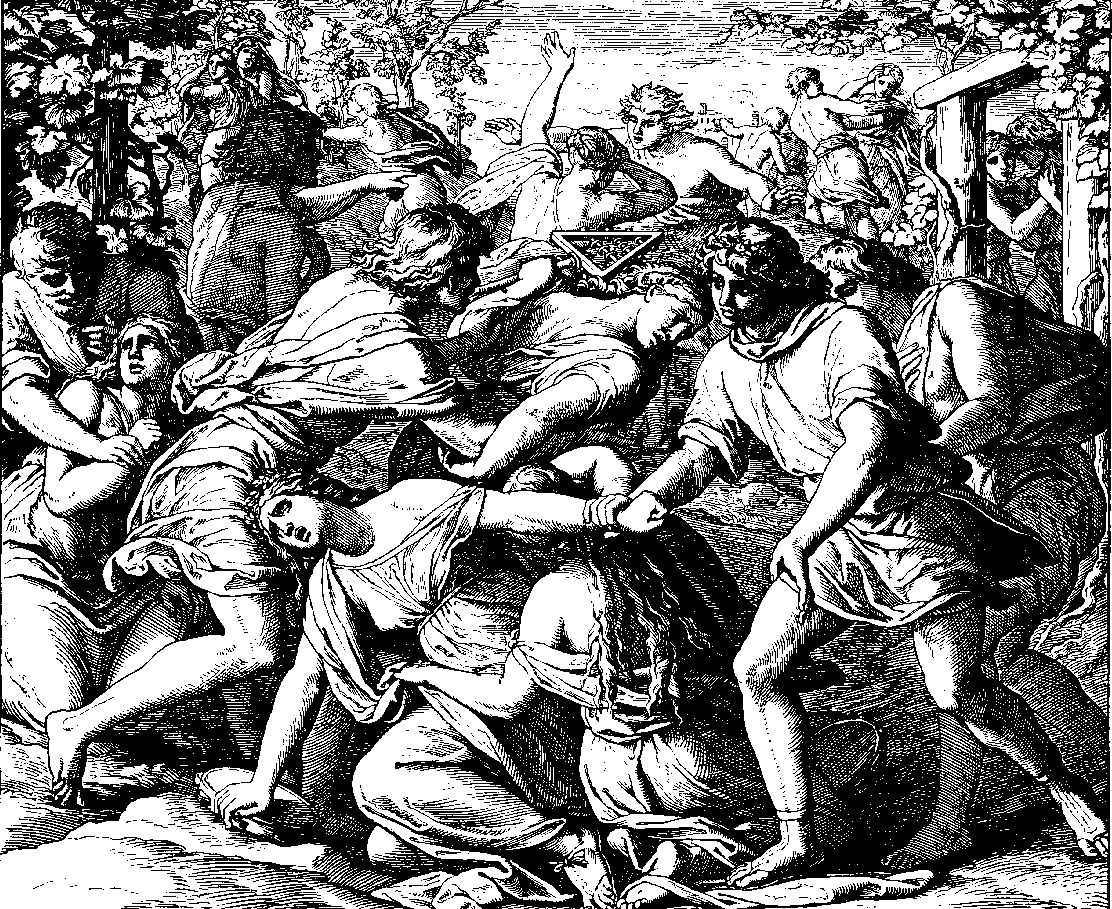
I benjaminiti sequestrano le mogli di Shiloh in questa xilografia del 1860 di Julius Schnorr von Karolsfeld.

Il rapimento della sposa, noto anche come matrimonio per rapimento o matrimonio per cattura, è una pratica in cui un uomo rapisce e violenta la donna che desidera sposare.
Il rapimento della sposa è stato praticato in tutto il mondo e nel corso della preistoria e della storia, tra popoli diversi come gli Hmong nel sud-est asiatico, gli Tzeltal in Messico e i Romani in Europa. Avviene ancora in varie parti del mondo, ma è più comune nel Caucaso, nell’Asia centrale e in alcune parti dell’Africa.
Nella maggior parte delle nazioni, il rapimento della sposa è considerato un crimine a causa dell'elemento implicito dello stupro, piuttosto che una forma valida di matrimonio. Alcuni tipi di matrimonio possono anche essere visti come rientranti nel continuum tra matrimonio forzato e matrimonio combinato. Il termine viene talvolta confuso con fughe d'amore, in cui una coppia scappa insieme e successivamente cerca il consenso dei genitori. In alcuni casi, la donna collabora o acconsente al rapimento, tipicamente nel tentativo di salvare la faccia per se stessa o per i suoi genitori. In molte giurisdizioni, questo veniva incoraggiato dalle cosiddette "marry-your-rapist laws" ("leggi sposta-il-tuo-stupratore"), una norma di legge sullo stupro in una giurisdizione in base alla quale un uomo che commette stupro, violenza sessuale, rapimento o altro atto simile è esonerato se sposa la sua vittima (di sesso femminile), o (in alcune giurisdizioni) almeno se si offre di sposarla. Anche nei paesi in cui la pratica è contraria alla legge, se l’applicazione giudiziaria è debole, può prevalere il diritto consuetudinario (“pratiche tradizionali”).
Il rapimento della sposa è spesso (ma non sempre) una forma di matrimonio precoce. Potrebbe essere collegato alla pratica del prezzo della sposa, alla ricchezza pagata dallo sposo e dalla sua famiglia ai genitori della sposa e all'incapacità o riluttanza a pagarla.
Il rapimento della sposa si distingue dal raptio in quanto il primo si riferisce al rapimento di una donna da parte di un uomo (e dei suoi amici e parenti), ed è ancora una pratica diffusa, mentre il secondo si riferisce al rapimento su larga scala di donne da parte di gruppi di uomini, forse in tempo di guerra. Si presumeva che il raptio fosse una pratica storica, da cui il termine latino, ma il XXI secolo ha visto una recrudescenza degli stupri di guerra, alcuni dei quali presentano elementi di rapimento della sposa; ad esempio, le donne e le ragazze rapite da Boko Haram in Nigeria, dall'Esercito di Resistenza del Signore in Uganda e dall'ISIS in Medio Oriente sono state prese in moglie dai loro rapitori.
Rituali che indicano un simbolico rapimento della sposa esistono ancora in alcune culture (come quella circassa), come parte delle tradizioni che circondano un matrimonio. Secondo alcune fonti, la luna di miele sarebbe un'usanza derivata originariamente dal matrimonio per cattura, basata sulla pratica del marito di nascondersi insieme alla moglie per evitare ritorsioni da parte dei parenti di lei, con l'intenzione che la donna rimanesse incinta entro la fine del mese.

## Contesto e motivazione
Sebbene le motivazioni dietro il rapimento della sposa varino da regione a regione, le culture con tradizioni di matrimonio tramite rapimento sono generalmente patriarcali con un forte stigma sociale sul sesso o sulla gravidanza al di fuori del matrimonio e sulle nascite illegittime. In alcuni casi moderni, la coppia ha pianificato di fuggire con il pretesto di un rapimento della sposa, presentando i genitori di fronte al fatto compiuto. Nella maggior parte dei casi, tuttavia, gli uomini che ricorrono alla cattura della moglie sono spesso di status sociale inferiore, a causa della povertà, della malattia, del cattivo carattere o della criminalità. A volte sono dissuasi dal cercare legittimamente una moglie a causa del pagamento che la famiglia della donna si aspetta, il prezzo della sposa (da non confondere con una dote, pagata dalla famiglia della donna).
Nelle società agricole e patriarcali, dove il rapimento della sposa è più comune, i bambini lavorano per le loro famiglie. Una donna lascia la sua famiglia d'origine, geograficamente ed economicamente, quando si sposa, diventando invece un membro della famiglia dello sposo. A causa di questa perdita di manodopera, le famiglie delle donne non vogliono che le loro figlie si sposino giovani e chiedono un compenso economico (il suddetto prezzo della sposa) al futuro marito. Ciò è in conflitto con gli interessi degli uomini, che vogliono sposarsi presto, poiché il matrimonio significa un aumento dello status sociale, e con gli interessi della famiglia dello sposo, che otterrà un altro paio di mani per la fattoria, l'azienda o la casa di famiglia. A seconda dell'ordinamento giuridico in cui vive, il consenso della donna può non essere un elemento per giudicare la validità del matrimonio.
Oltre al problema dei matrimoni forzati, il rapimento della sposa può avere altri effetti negativi sulle giovani donne e sulla loro integrazione nella società. Ad esempio, la paura del rapimento viene citata come motivo della minore partecipazione delle ragazze al sistema educativo.

## Africa

### Egitto
Ci sono stati casi di donne e ragazze cristiane copte rapite, costrette a convertirsi all'Islam e poi sposate con uomini musulmani.

### Etiopia
Il rapimento della sposa è diffuso in molte regioni dell'Etiopia. Secondo i sondaggi condotti nel 2003 dal Comitato nazionale sulle pratiche tradizionali in Etiopia, il tasso di prevalenza dell'usanza è stato stimato al 69% a livello nazionale e il più alto nelle regioni delle nazioni, nazionalità e popoli del sud al 92%. Un uomo che lavora in coordinamento con i suoi amici può rapire una ragazza o una donna, a volte usando un cavallo per facilitare la fuga. Il rapitore quindi nasconderà la sua futura sposa o la porterà alla sua famiglia e la violenterà, a volte davanti alla sua famiglia, finché non rimane incinta. L'uomo, in quanto padre del figlio della donna, può rivendicarla come sua moglie. Successivamente, il rapitore può tentare di negoziare il prezzo della sposa con gli anziani del villaggio per legittimare il matrimonio. Si dice che ragazze di appena undici anni siano state rapite a scopo di matrimonio. Sebbene l’Etiopia abbia criminalizzato tali rapimenti e abbia innalzato l’età per sposarsi a 18 anni nel 2004, la legge non è stata ben implementata. Una revisione delle prove dell’UNICEF del 2016 (basata su dati del 2010 e del 2013) ha stimato che dal 10 al 13% dei matrimoni nelle aree a più alto rischio comportavano rapimenti, con tassi dall’1,4% al 2,4% nelle aree a basso rischio del paese.
La sposa del matrimonio forzato può soffrire le conseguenze psicologiche e fisiche dell'attività sessuale forzata, della gravidanza precoce e della fine anticipata della sua educazione. Le donne e le ragazze rapite possono anche essere esposte a malattie sessualmente trasmissibili come l'HIV/AIDS.

### Kenia
I matrimoni forzati continuano a essere un problema per le ragazze in Kenya. Il Dipartimento di Stato degli Stati Uniti riferisce che bambine e giovani adolescenti (dai dieci anni in su) sono talvolta sposate con uomini di vent'anni più grandi.
Il matrimonio tramite rapimento era, e in una certa misura lo è ancora, una pratica consueta per il gruppo etnico Kisii. Nella loro pratica, il rapitore rapisce la donna con la forza e la violenta nel tentativo di metterla incinta. La "sposa" viene quindi costretta, attraverso lo stigma della gravidanza e dello stupro, a sposare il suo rapitore. Sebbene siano più comuni tra la fine del XIX secolo e gli anni '60, tali rapimenti matrimoniali si verificano ancora occasionalmente.
Anche la tribù dei Turkana praticava il matrimonio tramite rapimento. In questa cultura, il rapimento nuziale (akomari) avveniva prima di qualsiasi tentativo formale di organizzare un matrimonio con la famiglia della sposa. Secondo E.D. Emley, un rapimento nuziale riuscito ha aumentato la reputazione del rapitore nella sua comunità e gli ha permesso di negoziare un prezzo della sposa più basso con la famiglia di sua moglie; se un uomo non riusciva a rapire la sua sposa, era tenuto a pagare il prezzo della sposa alla famiglia della donna, a fornire doni e pagamenti aggiuntivi alla famiglia e ad avere un matrimonio combinato (akota).

### Ruanda
I rapimenti di spose sono diffusi nelle zone del Ruanda. Spesso il rapitore rapisce la donna dalla sua famiglia o la segue fuori e la rapisce. Lui e i suoi compagni possono poi violentare la donna per assicurarsi che si sottometta al matrimonio. La famiglia della donna o si sente obbligata ad acconsentire all'unione, o è costretta a farlo quando il rapitore la mette incinta, poiché le donne incinte non sono considerate idonee al matrimonio. Il matrimonio viene confermato con una cerimonia che si svolge per diversi giorni dopo il rapimento. In tali cerimonie, il rapitore chiede ai genitori della sposa di perdonarlo per aver rapito la figlia. L'uomo può offrire una mucca, denaro o altri beni come restituzione alla famiglia della sua sposa.
I matrimoni con rapimento della sposa in Ruanda spesso portano a scarsi risultati. Gli operatori per i diritti umani riferiscono che un terzo degli uomini che rapiscono la propria moglie la abbandonano, lasciandola senza sostegno e ostacolata nella ricerca di un futuro matrimonio. Inoltre, con la crescente frequenza dei rapimenti della sposa, alcuni uomini scelgono di non celebrare affatto il loro matrimonio, mantenendo la loro "sposa" come concubina.
Il rapimento della sposa non è specificatamente vietato in Ruanda, anche se i rapimenti violenti sono punibili come stupro. Secondo un funzionario della giustizia penale, i rapitori di spose non vengono praticamente mai processati in tribunale: "Quando sentiamo parlare di rapimenti, diamo la caccia ai rapitori e arrestiamo loro e talvolta anche il marito. Ma siamo costretti a lasciarli andare tutti per diversi giorni. più tardi", dice un funzionario del dipartimento investigativo criminale di Nyagatare, la capitale di Umutara. I gruppi per i diritti delle donne hanno tentato di invertire la tradizione conducendo campagne di sensibilizzazione e promuovendo l'uguaglianza di genere, ma finora i progressi sono stati limitati.

### Sud Africa
La pratica è conosciuta come ukuthwalwa o semplicemente thwala nelle tribù di lingua Nguni (i Basotho lo chiamano tjhobediso). Tra gli Zulu, il thwala un tempo era un modo accettabile per due giovani innamorati di sposarsi quando le loro famiglie si opponevano all'unione, e quindi era in realtà una forma di fuga. Tuttavia, Thwala è stata abusata "per vittimizzare donne rurali isolate e arricchire parenti maschi".

## Asia centrale
Nell'Asia centrale, il rapimento della sposa avviene in Kirghizistan, Kazakistan, Turkmenistan e Karakalpakstan, una regione autonoma dell'Uzbekistan. Sebbene l'origine della tradizione nella regione sia controversa, il tasso di rapimenti di spose non consensuali sembra essere in aumento in diversi paesi dell'Asia centrale man mano che il clima politico ed economico cambia.

### Kirghizistan
Nonostante la sua illegalità (nel 2013 la pratica è stata sottoposta a repressioni più severe) che la puniscono con pene detentive fino a 10 anni, in molte aree prevalentemente rurali, il rapimento della sposa, noto come ala kachuu ("prendere e fuggire"), è un modo accettato e comune di prendere moglie. La questione è alquanto confusa dall'uso locale del termine "rapimento della sposa" per riflettere pratiche lungo un continuum, dal rapimento forzato e stupro (e poi, quasi inevitabilmente, matrimonio), a qualcosa di simile a una fuga d'amore organizzata tra il due giovani, al quale entrambi i genitori devono dare il proprio consenso dopo l'atto. I rapimenti di spose che implicano uno stupro vengono effettuati per costringere psicologicamente l'aspirante sposa ad accettare il suo rapitore e la pressione della sua famiglia per sposarlo, poiché se lei poi rifiuta non sarebbe mai più considerata sposabile. Su 12.000 rapimenti di spose annuali, circa 2.000 donne hanno riferito di essere state violentate dal potenziale sposo. Tuttavia, il Programma delle Nazioni Unite per lo sviluppo contesta che il rapimento della sposa faccia parte della cultura o della tradizione del paese e lo considera una violazione dei diritti umani.
Le stime sulla prevalenza dei rapimenti di spose variano, a volte ampiamente. Un’indagine sulla diffusione del crimine del 2015 includeva il rapimento di giovani donne per il matrimonio. Il 14% delle donne sposate hanno risposto di essere state rapite; due terzi di questi casi erano stati consensuali, nel senso che la donna conosceva l'uomo ed era d'accordo in anticipo. Ciò significa che circa il 5% dei matrimoni esistenti sono casi di Ala Kachuu. Uno studio del 2007 pubblicato nel Central Asian Survey ha concluso che circa la metà di tutti i matrimoni kirghisi includeva il rapimento della sposa; di questi rapimenti, due terzi non sono consensuali. Le ricerche condotte da organizzazioni non governative forniscono stime che vanno da un minimo del 40% a un valore compreso tra il 68 e il 75%.
Sebbene la pratica sia illegale, i rapitori di spose vengono raramente perseguiti. Questa riluttanza ad applicare il codice è in parte causata dal sistema giuridico pluralistico, dove molti villaggi sono di fatto governati da consigli di anziani e tribunali aqsaqal che seguono il diritto consuetudinario, lontano dagli occhi del sistema legale statale. I tribunali aqsaqal, incaricati di giudicare il diritto di famiglia, la proprietà e gli illeciti civili, spesso non prendono sul serio il rapimento della sposa. In molti casi, i membri dell'aqsaqal vengono invitati al matrimonio della sposa rapita e incoraggiano la famiglia della sposa ad accettare il matrimonio.

### Kazakistan
In Kazakistan, il rapimento della sposa (alyp qashu) è diviso in rapimenti non consensuali e consensuali, rispettivamente chiamati kelisimsiz alyp qashu ("prendere e fuggire senza accordo") e kelissimmen alyp qashu ("prendere e fuggire con accordo"). Sebbene alcuni rapitori siano motivati dal desiderio di evitare il prezzo della sposa o le spese per ospitare celebrazioni di matrimonio o una festa per celebrare la partenza della ragazza da casa, altri aspiranti mariti temono il rifiuto della donna o che la donna venga rapita prima da un altro corteggiatore. Generalmente, nei rapimenti non consensuali, il rapitore usa l'inganno (come offrire un passaggio a casa) o la forza (come afferrare la donna o usare un sacco per trattenerla) per costringere la donna a venire con lui. Giunti a casa dell'uomo, una sua parente offre alla donna un fazzoletto (oramal) che segnala il consenso della sposa al matrimonio. Mentre nei rapimenti consensuali la donna può accettare con poca esitazione di indossare il fazzoletto, nei rapimenti non consensuali la donna può opporsi al fazzoletto per giorni. Successivamente, la famiglia del rapitore generalmente chiede alla "sposa" di scrivere una lettera alla sua famiglia, spiegando che era stata rapita di sua spontanea volontà. Come con il fazzoletto, la donna può opporsi a questa usanza. Successivamente, lo "sposo" e la sua famiglia generalmente rilasciano scuse ufficiali alla famiglia della sposa, inclusa una lettera e una delega della famiglia dello sposo. In questo momento, quest'ultima può presentare una piccola somma per sostituire il prezzo della sposa. Sebbene alcune deleghe di scuse vengano accolte cordialmente, altre vengono accolte con rabbia e violenza. Dopo la delega di scuse, la famiglia della sposa può inviare una delega di "inseguitori" (qughysnshy) per recuperare la sposa o per verificare le sue condizioni e onorare il matrimonio.
Un'indagine sulla vittimizzazione in Kazakistan (2018) ha incluso il reato di rapimento di giovani donne ai fini di matrimonio. Il 4% delle donne sposate ha risposto di essere stata rapita in quel momento e che due terzi di questi casi erano consensuali, la donna conosceva l'uomo ed era d'accordo in anticipo. Ciò significa che circa l’1-1,5% dei matrimoni attuali in Kazakistan sono il risultato di rapimenti non consensuali.

### Uzbekistan
Nel Karakalpakstan, una regione autonoma dell’Uzbekistan, quasi il 20% di tutti i matrimoni avviene tramite rapimento della sposa. I gruppi di attivisti nella regione collegano l'aumento dei rapimenti all'instabilità economica. Mentre i matrimoni possono essere proibitivi, i rapimenti evitano sia il costo della cerimonia che il prezzo della sposa. Altri studiosi riferiscono che i maschi meno desiderabili con un livello di istruzione inferiore o che soffrono di abuso di droghe o alcolismo hanno maggiori probabilità di rapire le loro spose. Il rapimento della sposa a volte ha origine da una relazione di appuntamenti e, altre volte, avviene come un rapimento da parte di più persone.

## Asia orientale e sud-orientale

### Indonesia
Nella tradizione di Bali, Ngerorod è la tradizione di rapire le donne per sposarle quando la casta dell'uomo è inferiore a quella della donna. Il processo dal "rapimento" al rito del matrimonio viene solitamente svolto in 3 fasi (solitamente completato in 3 giorni):
1. Rapimento della donna
2. Invio di un messaggero per informare la famiglia della donna
3. Matrimonio

Dopo il matrimonio, la donna cambierà o rimuoverà il prefisso del suo nome che riflette la sua casta prima del matrimonio. Al giorno d'oggi, questa pratica continua ancora in modo più permissivo, poiché i genitori della donna sanno in anticipo quando avverrà il rapimento, quando arriverà il messaggero e quando e dove avrà luogo il matrimonio.
Questa tradizione è praticata anche dai balinesi che non vivono a Bali ma ad esempio sull'isola di Lombok, a Lampung, ecc.
Anche l'etnia Sasak nell'isola di Lombok ha la tradizione Merariq,

### Cultura Hmong
Il matrimonio tramite rapimento avviene anche nella cultura tradizionale Hmong, nella quale è noto come zij poj niam. Come in alcune altre culture, il rapimento della sposa è generalmente uno sforzo congiunto tra l'aspirante sposo, i suoi amici e la sua famiglia. Generalmente il rapitore rapisce la donna mentre è sola, invia poi un messaggio alla famiglia della vittima informandola del rapimento e della sua intenzione di sposare la ragazza. Se la famiglia della vittima riesce a ritrovare la donna e insiste per il suo ritorno, può liberarla dall'obbligo di sposare l'uomo. Se invece non riesce a trovarla, la vittima del rapimento è costretta a sposarlo. Il rapitore deve comunque pagare il prezzo della sposa, che generalmente consiste in un importo maggiorato poiché essa è stata rapita e questo fatto aumenta il prezzo della donna. A causa di questo aumento dei costi e della difficoltà di commettere il reato, quest'ultimo è solitamente una pratica riservata solo a un uomo con una possibilità altrimenti scarsa di assicurarsi una sposa, a causa di precedenti penali, malattia o povertà.
Occasionalmente, membri del gruppo etnico Hmong sono coinvolti in rapimenti di spose negli Stati Uniti. In alcuni casi, all'imputato è stato consentito di invocare una difesa culturale per giustificare il suo rapimento. Questa difesa talvolta ha avuto successo. Nel 1985, Kong Moua, un uomo Hmong, rapì e violentò una donna di un college californiano. In seguito affermò che si trattava di un atto di zij poj niam. In questo modo fu accusato per il reato di falsa detenzione (la reclusione di una persona senza il suo consenso o senza l'autorità legale), ma non di rapimento e stupro. Il giudice in questo caso ha considerato la testimonianza culturale come una spiegazione valida del crimine dell'uomo.

### Cina
Fino agli anni '40 il matrimonio per rapimento, noto come qiangqin (cinese :搶親; pinyin: qiăngqīn), avveniva nelle aree rurali della Cina. Sebbene illegale nella Cina imperiale, per le aree rurali spesso divenne una "istituzione" locale. Secondo Anne McLaren, il matrimonio tramite rapimento a volte era la risposta dello sposo per evitare di pagare il prezzo della sposa. In altri casi, sostiene McLaren, si trattò di un atto collusivo tra i genitori della sposa e lo sposo per eludere il consenso della sposa.
Gli studiosi cinesi teorizzano che questa pratica del matrimonio tramite rapimento sia diventata l'ispirazione per una forma di espressione pubblica istituzionalizzata per le donne: il lamento nuziale. Nella Cina imperiale, una nuova sposa eseguiva una canzone pubblica di due o tre giorni, inclusi canti e singhiozzi, che elencavano i suoi guai e le sue lamentele. Al lamento nuziale sarebbero stati testimoni i membri della sua famiglia e la comunità locale.
Nel XXI secolo i rapimenti di spose sono riemersi in alcune aree della Cina. In molti casi, le donne vengono rapite e vendute a uomini nelle regioni più povere della Cina, o addirittura all’estero, come in Mongolia. I rapporti dicono che l’acquisto di una sposa rapita costa quasi un decimo del prezzo di un matrimonio tradizionale. Il Dipartimento di Stato degli Stati Uniti collega questa tendenza al rapimento delle spose alla politica cinese del figlio unico e al conseguente squilibrio di genere poiché nascono più bambini maschi che femmine.
Il traffico delle spose è diventato un problema urgente in Cina, derivante dalla storica politica del paese del figlio unico e da una preferenza culturale per la prole maschile, che ha portato a un significativo squilibrio di genere. Di conseguenza, numerosi uomini cinesi incontrano difficoltà nel trovare partner adatti. A causa dell’insicurezza prevalente in alcune parti della Cina, è aumentato il fenomeno della tratta di donne e ragazze provenienti dalle nazioni vicine, forse con la complicità del governo.

### Tibet
Il rapimento della sposa è avvenuto anche nella storia tibetana, a volte comportando finti rapimenti cerimoniali o come procedura di contrattazione.

### Giappone
Secondo uno studio condotto da Kunio Yanagita, uno studioso del folklore giapponese, è noto che in Giappone esistevano tre modelli di rapimento della sposa:
- Un uomo e i suoi collaboratori rapiscono una donna senza avvisare i suoi genitori;
- Rapimento della sposa che può verificarsi dopo che i genitori hanno proibito il matrimonio per paura della reputazione sociale della figlia;
- Rapimento della sposa come percorso alternativo al matrimonio per le coppie che non possono pagare un matrimonio tipico.

Tra i Burakumin della prefettura di Kōchi c'era l'usanza del rapimento della sposa chiamato katagu (かたぐ).

## Americhe
La pratica di rapire bambini, adolescenti e donne dalle tribù vicine e di adottarli nella nuova tribù era comune tra i popoli indigeni delle Americhe. I rapimenti erano un modo per introdurre sangue nuovo nel gruppo. Le donne europee catturate a volte si stabilirono come membri adottivi della tribù e almeno una donna, Mary Jemison, rifiutò il salvataggio quando le fu offerto.

### Brasile
Il cliché della (bis, bis) nonna indigena catturata è un mito di origine standard per molte famiglie bianche brasiliane, racchiuso nella frase ampiamente utilizzata "la mia (bis, bis) nonna era un'indiana intrappolata nella corda" (la frase Índia pega no laço si traduce in "una donna indiana presa al lazo"). La frase riflette "in parte" i fatti accaduti durante secoli di rapimenti di donne da parte dei colonialisti che continuarono anche nel XX secolo. Ad esempio, in un articolo che discute la frase, l'accademica indigena Mirna P Marinho da Silva Anaquiri riporta una citazione di un insegnante di Goiânia intervistato come parte della sua ricerca sul campo:
Helena Valero, una donna brasiliana rapita dagli indiani dell'Amazzonia nel 1937, raccontò la sua storia a un antropologo italiano, che la pubblicò nel 1965.

### Stati Uniti
Esistono casi all'interno di alcune comunità fondamentaliste mormone attorno al confine tra Utah e Arizona; tuttavia, è difficile ottenere informazioni accurate da queste comunità chiuse. La maggior parte di questi casi vengono solitamente definiti matrimoni forzati, sebbene siano simili ad altri rapimenti di spose in tutto il mondo.

### Messico
Nella comunità Tzeltal, una tribù Maya del Chiapas, il rapimento della sposa era un metodo ricorrente per assicurarsi una moglie. Il popolo Tzeltal è una tribù indigena agricola organizzata in modo patriarcale. Il contatto prematrimoniale tra i sessi è scoraggiato; le donne non sposate dovrebbero evitare di parlare con uomini al di fuori della loro famiglia. Come in altre società, gli sposi coinvolti nel rapimento della sposa sono stati generalmente i compagni meno desiderabili socialmente.
Nella tradizione Tzeltal, una ragazza viene rapita dallo sposo, possibilmente insieme ai suoi amici. Generalmente viene portata in montagna e violentata. Il rapitore e la sua futura sposa spesso rimangono con un parente finché non vengono a sapere che la rabbia del padre della sposa si è calmata. A quel punto, il rapitore tornerà a casa della sposa per negoziare il prezzo di essa, portandola con sé e offrendo doni tradizionali come il rum.
Le più grandi incursioni Comanche in Messico ebbero luogo dal 1840 alla metà degli anni 1850, quando diminuirono in dimensioni e intensità. Le ragazze messicane catturate spesso diventavano alcune delle numerose mogli di uomini Comanche.

### Cile

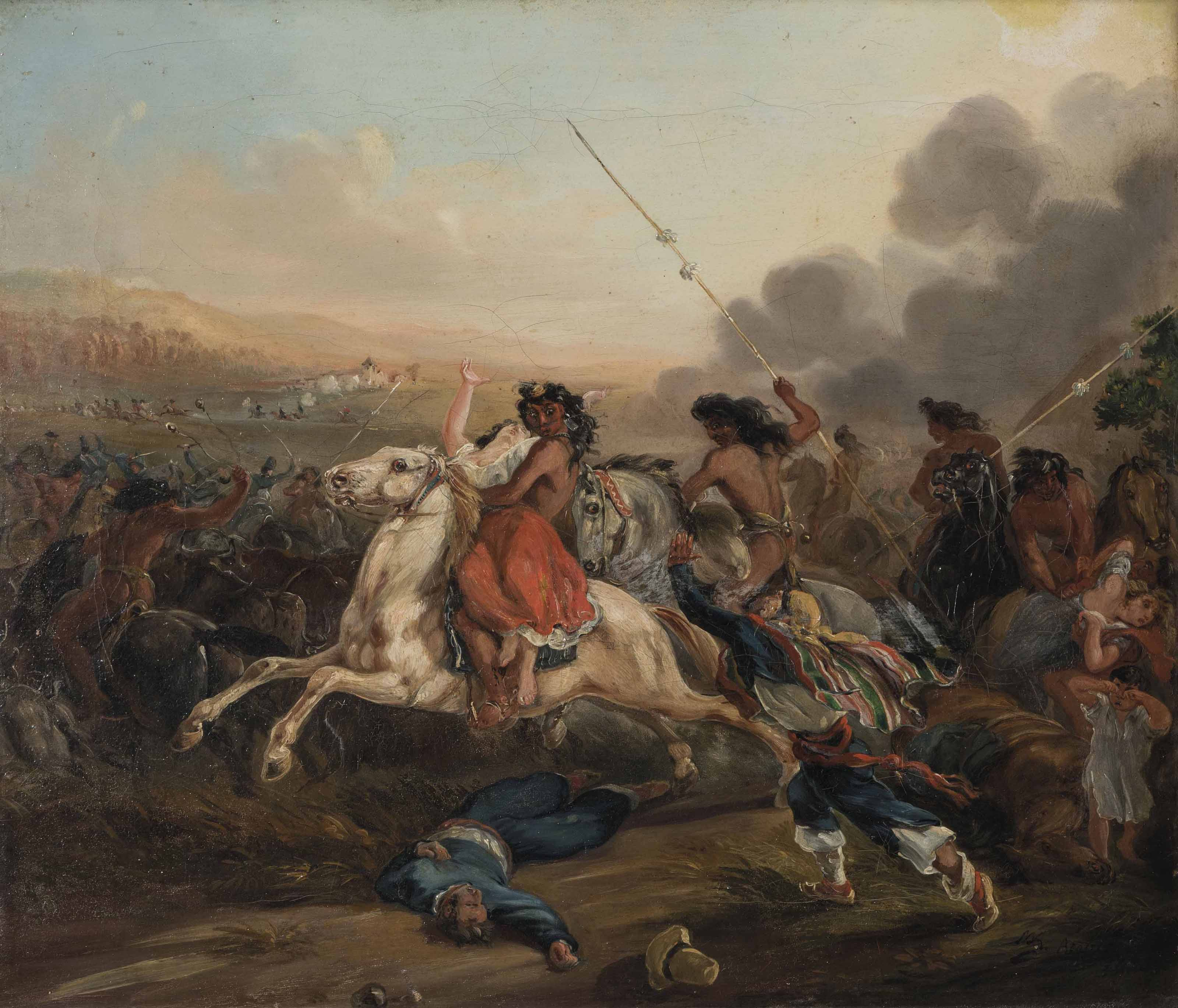
Questo dipinto del 1834 raffigura una donna cilena rapita durante un malón (il nome dato alle incursioni di saccheggio compiute dai guerrieri mapuche, che a cavallo penetrarono nei territori spagnoli, cileni e argentini dal XVII al XIX secolo).

Tra i mapuche del Cile, la pratica era conosciuta come casamiento por capto in spagnolo e ngapitun in mapudungun. Alonso González de Nájera scrisse nel XVII secolo che durante la distruzione delle sette città nel sud del Cile i mapuche fecero prigioniere più di 500 donne spagnole. Lo scopo di tali rapimenti era, secondo le parole di González de Nájera, quello di «sfruttarle». Questa pratica diede inizio a una tradizione di rapimenti di donne spagnole nel XVII secolo da parte dei mapuche.

## Caucaso
Il rapimento della sposa è una tendenza in aumento nei paesi e nelle regioni del Caucaso, sia in Georgia a sud che in Daghestan, Cecenia e Inguscezia a nord. Nelle versioni caucasiche del rapimento della sposa, la famiglia della vittima del rapimento può svolgere un ruolo nel tentativo di convincere la donna a restare con il rapitore dopo il rapimento, a causa della vergogna insita nella presunta consumazione del matrimonio.

### Daghestan, Cecenia e Inguscezia
Anche le regioni del Daghestan, della Cecenia e dell’Inguscezia nel Caucaso settentrionale (in Russia) hanno assistito a un aumento dei rapimenti di spose dopo la caduta dell’Unione Sovietica. Come in altri paesi, i rapitori a volte sequestrano conoscenti per farle spose e altre volte rapiscono estranee. Lo stigma sociale di trascorrere una notte in casa di un uomo può essere una motivazione sufficiente per costringere una giovane donna a sposare il suo rapitore. Secondo la legge russa, anche se un rapitore che rifiuta di rilasciare la sua sposa può essere condannato da otto a dieci anni di carcere, egli non sarà perseguito se libera la vittima o la sposa con il suo consenso. I rapitori di spose in Cecenia rischiano, in teoria, anche una multa fino a 1 milione di rubli. Come nelle altre regioni, le autorità spesso non riescono a rispondere ai rapimenti. In Cecenia, la mancata risposta della polizia ai rapimenti nuziali è aggravata dalla prevalenza di rapimenti nella regione. Molti di questi rapimenti sono stati catturati in video.
Ricercatori e organizzazioni no-profit descrivono un aumento dei rapimenti di spose nel Caucaso settentrionale nella seconda metà del XX secolo. In Cecenia, le organizzazioni per i diritti delle donne collegano l'aumento dei rapimenti al deterioramento dei diritti delle donne sotto il governo di Ramzan Kadyrov.

### Azerbaigian
In Azerbaigian, sia il matrimonio mediante cattura (qız qaçırmaq) che la fuga d'amore (qoşulub qaçmaq) sono pratiche relativamente comuni. Nell'usanza del rapimento azero, una giovane donna viene portata a casa dei genitori del rapitore con l'inganno o con la forza. Indipendentemente dal fatto che lo stupro avvenga o meno, la donna è generalmente considerata impura dai suoi parenti, ed è quindi costretta a sposare il suo rapitore. Nonostante una legge azera del 2005 che criminalizza il rapimento della sposa, la pratica pone le donne in circostanze sociali estremamente vulnerabili, in un paese dove l’abuso coniugale è dilagante e il ricorso alle forze dell’ordine per questioni domestiche è impossibile. In Azerbaigian, le donne rapite ai fini di matrimonio a volte diventano schiave della famiglia che le rapisce.

### Georgia
In Georgia, i rapimenti delle spose avvengono nel sud del paese, per lo più concentrati nelle aree della città di Akhalkalaki e nei dintorni delle minoranze etniche. Sebbene la portata del problema non sia nota, gli attivisti non governativi stimano che centinaia di donne vengano rapite e costrette a sposarsi ogni anno. In un tipico modello georgiano di rapimento della sposa, il rapitore, spesso accompagnato da amici, si avvicina alla futura sposa e la costringe con l'inganno o con la forza a entrare in un'auto. Una volta in macchina, la vittima può essere portata in una zona remota o a casa del rapitore. Questi rapimenti a volte includono lo stupro e possono provocare un forte stigma per la donna vittima, che si presume abbia avuto rapporti sessuali con il suo rapitore. Le donne che sono state vittime del rapimento della sposa sono spesso considerate con vergogna; i parenti della vittima potrebbero considerare una vergogna il fatto che la donna ritorni a casa dopo un rapimento. In altri casi, il rapimento è una fuga consensuale. Human Rights Watch riferisce che i pubblici ministeri spesso si rifiutano di sporgere denuncia contro i rapitori, esortando la vittima del rapimento a riconciliarsi con il suo aggressore. Anche l’applicazione delle leggi appropriate a questo riguardo può essere un problema perché i casi di rapimento spesso non vengono denunciati a causa dell’intimidazione delle vittime e delle loro famiglie.

## Europa

### Popolo romaní
Il rapimento della sposa è stato documentato come pratica coniugale in alcune tradizioni dei popoli romaní. Nella cultura rom, le ragazze di appena dodici anni possono essere rapite per essere sposate con ragazzi adolescenti. Poiché la popolazione rom vive in tutta Europa, questa pratica è stata osservata in più occasioni in Irlanda, Inghilterra, Repubblica Ceca, Paesi Bassi, Bulgaria e Slovacchia. Il rapimento è stato teorizzato come un modo per evitare il prezzo della sposa o come un metodo per garantire l'esogamia. La tradizionale normalizzazione del rapimento espone le giovani donne a un rischio maggiore di diventare vittime della tratta di esseri umani.

### Mediterraneo
Il matrimonio per cattura era praticato nelle culture antiche di tutta l'area mediterranea. È rappresentato nella mitologia e nella storia dalla tribù di Beniamino nella Bibbia; dall'eroe greco Paride che rapisce Elena al marito Menelao, innescando così la guerra di Troia; e dal Ratto delle Sabine di Romolo, il fondatore di Roma.

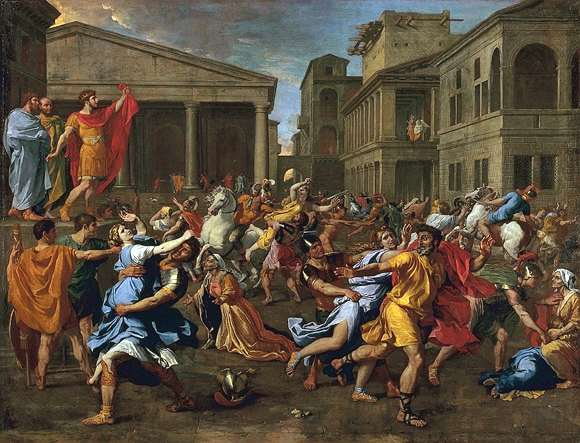
L'enlèvement des Sabines (1637–38) di Nicolas Poussin: il rapimento mitologico delle Sabine è stato un tema nell'arte occidentale.

Nel 326 d.C. l'imperatore Costantino emanò un editto che vietava il matrimonio tramite rapimento. La legge ha reso il rapimento un reato pubblico; anche la sposa rapita poteva essere punita se in seguito avesse acconsentito al matrimonio con il suo rapitore. I corteggiatori respinti a volte rapivano le loro future spose come metodo per ripristinare l'onore. Il corteggiatore, in combutta con i suoi amici, rapiva generalmente la sposa mentre era fuori casa nello svolgimento delle sue faccende quotidiane. La sposa veniva quindi nascosta fuori dalla città o dal villaggio. Sebbene la donna rapita sia stata talvolta violentata nel corso del rapimento, la macchia sul suo onore derivante da una presunta consumazione del matrimonio è stata sufficiente a danneggiare irreversibilmente le sue prospettive matrimoniali. A volte, il rapimento mascherava una fuga d'amore.

### Italia
L'usanza della fuitina era diffusa in Sicilia e nell'Italia meridionale continentale. Nel 1965, questa usanza fu portata all'attenzione nazionale dal caso di Franca Viola, una diciassettenne rapita e violentata da un piccolo criminale locale, con l'assistenza di una dozzina di suoi amici. Quando è stata restituita alla sua famiglia dopo una settimana, ha rifiutato di sposare il suo rapitore, contrariamente alle aspettative locali. La sua famiglia l'ha sostenuta e ha subito gravi intimidazioni per i suoi sforzi.
La denuncia di questo «sistema di valori e di costumi comportamentali arcaico e intransigente» suscitò un grande dibattito nazionale. Nel 1968 Franca sposò il suo amore d'infanzia, dal quale avrebbe poi avuto tre figli. Trasmettendo chiari messaggi di solidarietà, Giuseppe Saragat, allora presidente della Repubblica italiana, inviò alla coppia un regalo il giorno delle nozze e, subito dopo, Papa Paolo VI concesse loro un'udienza privata. Dal caso è tratto un film del 1970, La moglie più bella, di Damiano Damiani e interpretato da Ornella Muti. Viola non ha mai capitalizzato la sua fama e il suo status di icona femminista, preferendo vivere una vita tranquilla ad Alcamo con la sua famiglia.
La legge che consente la "riabilitazione dei matrimoni" (nota anche come legge sposa il tuo stupratore) per proteggere gli stupratori dai procedimenti penali è stata abolita nel 1981.

### Irlanda
L'invasione normanna dell'Irlanda nel XII secolo fu provocata da un caso di rapimento di mogli: nel 1167, il re di Leinster, Diarmuid Mac Murchadha Caomhánach, vide revocate le sue terre e la sua regalità per ordine del Sommo Re d'Irlanda, Ruaidri mac Tairrdelbach Ua Conchobair, come punizione per aver rapito la moglie di un altro re nel 1152. Ciò portò Diarmait a cercare l'assistenza del re Enrico II d'Inghilterra per rivendicare il suo regno.
Il rapimento delle ereditiere fu una caratteristica occasionale in Irlanda fino al 1800, come illustrato nel film The Abduction Club.

### Malta
Nel 2015 Malta fu criticata da Equality Now (un'organizzazione non governativa fondata nel 1992 per sostenere la protezione e la promozione dei diritti umani delle donne e delle ragazze), per una legge che, in determinate circostanze, può estinguere la pena per un uomo che rapisce una donna se, in seguito al rapimento, la sposa, secondo l'Articolo 199 e l'articolo 200 del codice penale maltese. L’articolo è stato infine abolito dalla legge XIII del 2018, articolo 24.

### Tribù slave

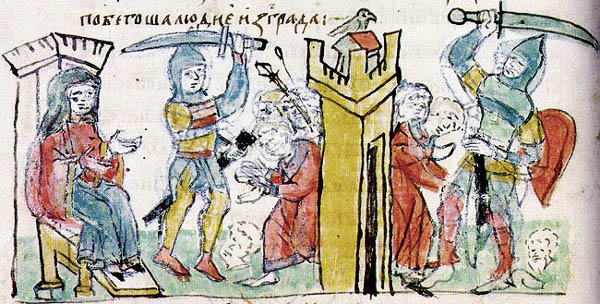
Sant'Olga di Kiev attacca la roccaforte di un potenziale rapitore, XV secolo.

Le tribù slave orientali, predecessori del Rus' di Kiev, praticavano il rapimento della sposa nell'XI secolo. Le tradizioni furono documentate dal monaco russo Nestore. Secondo le sue Cronache, i Drevljani catturarono le mogli non consensualmente, mentre le tribù Radimich, Viatich e Severian "catturarono" le loro mogli dopo aver raggiunto un accordo con loro sul matrimonio. L'aumento dell'influenza del clero potrebbe aver contribuito ad attenuare l'usanza.
Il matrimonio per cattura avvenne tra gli slavi del sud fino all'inizio della civiltà nel 1800 in Jugoslavia. Comune in Serbia, Montenegro, Croazia e Bosnia-Erzegovina, l'usanza era conosciuta come otmitza. La pratica era menzionata in uno statuto della Politza, il codice giuridico croato del 1605. Secondo il cronista popolare serbo Vuk Karadzic, un uomo si vestiva per la "battaglia" prima di catturare una donna. La forza fisica era un elemento frequente di questi rapimenti.
Il rapimento della sposa era un'usanza anche in Bulgaria. Con il consenso dei genitori e l'aiuto degli amici, il rapitore si avvicinava alla sposa e la portava in un fienile lontano da casa, poiché la superstizione riteneva che i rapporti prematrimoniali potessero portare sfortuna alla casa. Indipendentemente dal fatto che l'uomo avesse violentato o meno la sua sposa, il rapimento avrebbe disonorato la ragazza e l'avrebbe costretta a restare con il suo rapitore per mantenere la sua reputazione. Come in altre culture, a volte le coppie scappavano inscenando falsi rapimenti per ottenere il consenso dei genitori.

## Nella religione
Nel diritto canonico cattolico, l'impedimento del raptus vieta espressamente il matrimonio tra una donna rapita con l'intento di costringerla a sposarsi e il suo rapitore almeno finché essa rimane vittima del rapimento. In base alla seconda disposizione della legge, se la donna decide di accettare il rapitore come marito una volta messa in salvo, le sarà permesso di sposarlo. Il canone definisce il raptus come un rapimento «violento», accompagnato da violenza fisica o minaccia, oppure da frode o inganno. Il Concilio di Trento ha sostenuto che il rapimento in raptus deve essere ai fini del matrimonio per essere considerato un impedimento ad esso.